# Mont-Bleu (quartier)
Mont-Bleu est un quartier de la ville de Gatineau situé au nord-ouest du centre-ville. Le quartier est délimité du boulevard Mont-Bleu au sud jusqu'au boulevard des Hautes-Plaines. Le quartier fait partie du village urbain de Mont-Bleu. Il est un des quartiers du secteur Hull les plus peuplés.

## Histoire

### Tornade du 21 septembre 2018
Le 21 septembre 2018, une tornade de force EF3 fait de sérieux dégâts dans le quartier. Près de 200 000 personnes furent privées d'électricité et entre 600 et 800 résidents ont être évacués en raison de leur résidence endommagé.

## Éducation
Le quartier regroupe trois écoles primaires, deux écoles secondaires et deux cégeps.

### Enseignement primaire
- École Côte-du-Nord
- École internationale Mont-Bleu
- École Saint-Paul

### Enseignement secondaire
- École secondaire Mont-Bleu
- École secondaire Philemon-Wright (anglophone)

### Enseignement collégial
- Cégep de l'Outaouais (Campus Gabrielle-Roy)
- Collège Heritage College (Anglophone)

## Site d'intérêt
Le quartier Mont-Bleu donne un bon accès au gigantesque parc de la Gatineau.